# William J. Lennox, Jr.

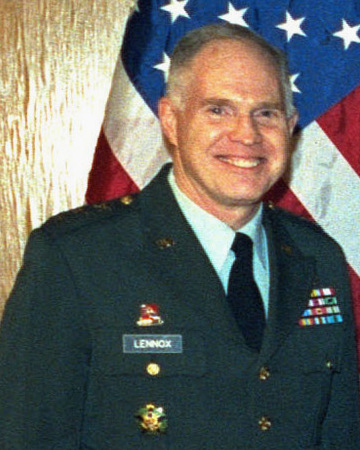
William J. Lennox (2004)

William James Lennox Jr. (* 23. Mai 1949 in Yonkers, New York) ist ein pensionierter Generalleutnant der United States Army. Er war unter anderem als Superintendent Leiter der Militärakademie West Point.
Nach seiner Schulzeit absolvierte William Lennox zwischen 1967 und 1971 die Militärakademie in West Point. Er wurde von seinem Großvater, der 48 Jahre lang als Marinesoldat in den amerikanischen Streitkräften gedient hat, zu einer militärischen Laufbahn inspiriert. Nach seiner Graduation wurde er als Leutnant der Feldartillerie zugewiesen. In der Armee durchlief er anschließend alle Offiziersränge vom Leutnant bis zum Drei-Sterne-General. Während seiner Militärzeit absolvierte er verschiedene Fortbildungskurse wie zum Beispiel den Field Artillery Officer Basic Course und den Infanterie Officer Advanced Course. Außerdem absolvierte er das Command and General Staff College und das zur Harvard University gehörende Senior Service College.
Er war an verschiedenen Orten und bei verschiedenen Einheiten stationiert. So gehörte er unter anderem der 4. Infanterie-Division an. Dort war er Kompanieführer in einem der Division unterstellten Bataillon. Später war er auch dort auch Bataillonskommandeur. Bei der 24. Infanterie-Division leitete er die Artillerie der Division. In den Jahren 1979 bis 1982 war er Lehrer an der West-Point-Akademie. Anschließend war er auch für einige Zeit in Deutschland stationiert.
Später übernahm er auch Generalstabsaufgaben im Verteidigungsministerium der Vereinigten Staaten. Zudem war er ein White House Fellow. In dieser Funktion gehörte er ein Jahr lang dem erweiterten Stab des Präsidenten an. Lennox war später auch stellvertretender Kommandeur des U.S. Army Field Artillery Centers und Stabschef des III. Corps in Fort Hood. In Südkorea war er unter anderem stellvertretender Kommandeur der 8. US-Armee. Zwischen 2001 und 2006 leitete William Lennox als Nachfolger von Daniel W. Christman die Militärakademie in West Point. In diese Zeit fällt im Jahr 2005 der Beginn des ständigen Kadettenaustauschs zwischen der Akademie und der Helmut-Schmidt-Universität/Universität der Bundeswehr Hamburg.
Im Jahr 2006 schied Lennox im Rang eines Drei-Sterne-Generals aus dem aktiven Militärdienst aus. Danach wurde er in verschiedenen Organisationen aktiv. So ist er seit 2006 Vorstandsmitglied der Goodrich Corporation, seit 2013 von Princeton Power Systems und seit 2014 des Universal Technical Institute. Seit 2015 leitet er die private Saint Leo University in Florida. Mit seiner Frau Anne hat er drei Söhne.

## Orden und Auszeichnungen
Generalleutnant Lennox erhielt im Lauf seiner militärischen Laufbahn unter anderem folgende Auszeichnungen:
- Defense Distinguished Service Medal
- Army Distinguished Service Medal
- Legion of Merit
- Meritorious Service Medal
- Army Commendation Medal
- Army Achievement Medal
- Order of Military Merit (Südkorea)

Für seine Abhandlung American war poetry wurde ihm 1982 von der Princeton University die Ehrendoktorwürde verliehen.